# Sahara India Pariwar
Sahara India Pariwar è una conglomerata indiana con sede a Lucknow, India con interessi in diversi settori tra cui la finanza, infrastrutture e edilizia, media e intrattenimento, salute, educazione, ambito ospedaliero e IT. Il gruppo è stato anche un gran promotore degli sport in India ed è stato lo sponsor della Nazionale di cricket dell'India, Nazionale di hockey su prato dell'India ed altri sport.

## Attività

### Immobiliare
La Sahara India Real Estate Company e la Sahara Housing Investment Corporation, ha comprato e sviluppato terreni per progetti di edilizia residenziale in tutta l'India.
Ha progetti a Kanpur, Lucknow, Gorakhpur, Hyderabad, Bhopal, Kochi, Coimbatore, Gurgaon e Pune. Sahara ha collaborazioni con la compagnia edilizia statunitense Turner in alcuni dei suoi progetti.

### Hotel

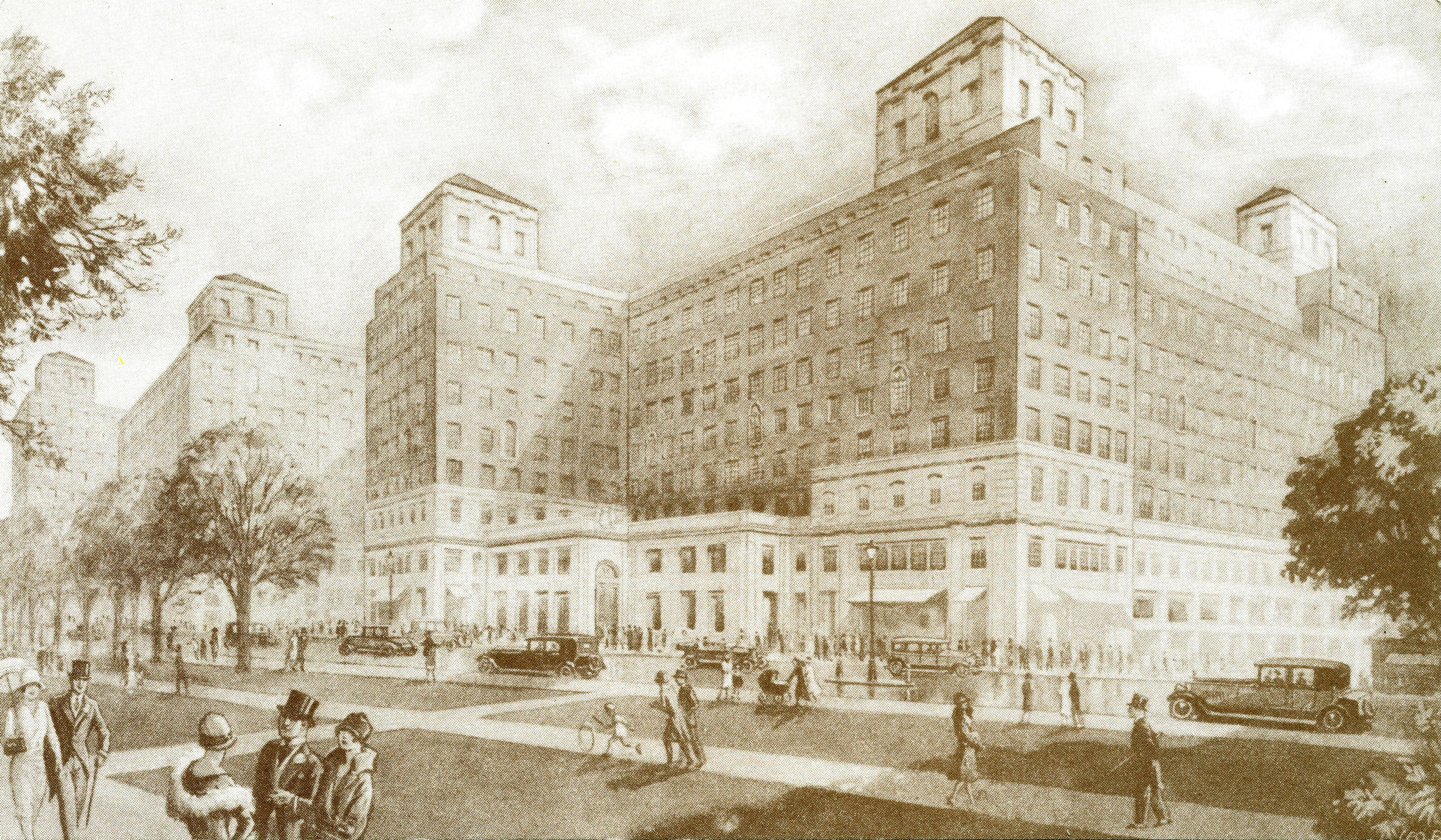
Grosvenor House Hotel, 1920s postcard illustration

Sahara possiede una partecipazione di controllo nell'Hotel Plaza di New York e dell'hotel Dream Downtown, New York..
Sahara ha fatto un accordo per vendere l'hotel Plaza a Shahal M. Khan e Kamran Hakim per 600 milioni di dollari a maggio 2018.
In India, il gruppo possiede l'hotel "Sahara Star" vicino all'aeroporto di Bombay: Aeroporto Internazionale Chhatrapati Shivaji.